# Jonas Raess
Jonas Raess (* 8. März 1994) ist ein Schweizer Leichtathlet, der sich auf den Langstreckenlauf fokussiert. Er ist Schweizer Rekordhalter im 3000-Meter-Lauf Freiluft und Halle sowie im 5000-Meter-Lauf in der Halle.

## Sportliche Laufbahn
Erste internationale Erfahrungen sammelte Jonas Raess im Jahr 2011, als er beim Europäischen Olympischen Jugendfestival in Trabzon im 3000-Meter-Lauf in 8:47,56 min auf den 13. Rang gelangte. 2017 nahm er erstmals an der Sommer-Universiade in Taipeh teil, schied dort im 1500-Meter-Lauf mit 3:45,51 min in der ersten Runde aus und belegte über 5000 Meter in 14:08,99 min den achten Platz. Im Jahr darauf qualifizierte er sich im 5000-Meter-Lauf für die Europameisterschaften in Berlin, bei denen er in 14:01,14 min Rang 21 erreichte. 2019 siegte er bei den Studentenweltspielen in Neapel in 14:03,10 min über 5000 Meter. 2021 startete er bei den Halleneuropameisterschaften in Toruń im 3000-Meter-Lauf, verpasste dort aber mit 7:57,37 min den Finaleinzug. Im August startete er über 5000 m bei den Olympischen Spielen in Tokio, verpasste dort aber mit 13:43,52 min den Finaleinzug. Im Dezember klassierte er sich bei den Crosslauf-Europameisterschaften in Dublin mit 31:16 min auf dem 17. Platz. Im Februar 2022 stellte er in New York mit 7:39,49 min einen neuen Landesrekord über 3000 Meter Halle auf, und anschliessend belegte er bei den Hallenweltmeisterschaften in Belgrad in 7:47,28 min den elften Platz. Im August wurde er bei den Europameisterschaften in München in 13:36,18 min 15. über 5000 Meter.
2023 schied er bei den Weltmeisterschaften in Budapest mit 13:37,84 min im Vorlauf über 5000 Meter aus. Im Jahr darauf gelangte er bei den Europameisterschaften in Rom mit 13:31,43 min auf den 16. Platz über 5000 Meter und wurde nach 28:17,79 min 13. über 10.000 Meter. Anschließend verpasste er bei den Olympischen Sommerspielen in Paris mit 13:55,04 min den Finaleinzug über 5000 Meter. Bei den erstmals ausgetragenen Straßenlauf-Europameisterschaften 2025 in Löwen kam er über 10 km nicht ins Ziel.
Zwischen 2017 und 2021 sowie 2023 und 2024 wurde Raess sechsmal Schweizer Meister im 5000-Meter-Lauf. 2018 wurde er zudem Schweizer Meister im Crosslauf.

## Persönliche Bestzeiten
- 800 Meter: 1:53,01 min, 1. Juli 2017 in Nottwil
- 1000 Meter: 2:25,79 min, 15. Juli 2017 in Affoltern am Albis
- 1500 Meter: 3:37,46 min, 15. September 2020 in Bellinzona
- Meile: 3:58,83 min, 3. Juli 2020 in Luzern
- 2000 Meter: 5:00,47 min, 24. Juli 2020 in Bern
- 3000 Meter: 7:35,12 min, 10. September 2023 in Zagreb (Bis 2. Juni 2024 Schweizer Rekord)
  - 3000 Meter (Halle): 7:35,24 min, 11. Februar 2023 in New York City (Schweizer Rekord Halle)
- 5000 Meter: 13:13,83 min, 10. Juni 2023 in Montesson
  - 5000 Meter (Halle): 13:07,95 min, 13. Februar 2022 in Boston (Schweizer Rekord)
- 10.000 Meter: 27:26,40 min, 4. März 2023 in San Juan Capistrano
- 10-km-Straßenlau: 29:27 min, 29. Oktober 2017 in Montereau
- Halbmarathon: 1:02:18 h, 10. November 2024 in Ravenna